# 山下奈緒美
山下 奈緒美（やました なおみ、1955年9月19日 - ）は、元RKB毎日放送のアナウンサー。
福岡県北九州市出身。福岡県立門司高等学校、広島大学文学部卒業後、1978年にRKBに入社し、2008年までアナウンス部長。秘書室を経て、現在は退社。

## 出演番組

### 現在の出演中の番組

#### テレビ
- 吉岡忍と見るRKBテレビ50選（日曜25:10-）
- ニュース

### 過去の出演番組
- ザ・ベストテン（TBS制作。1980年~1983年まで担当。）
- RKB朝いちラジオ（月曜～金曜 第1部5:00～5:20・第2部6:30～6:45）
- おしゃべり本棚（土曜 17:20～17:30）